# Холл, Ральф
Ральф Муди Холл (англ. Ralph Moody Hall; 3 мая 1923, Фейт, округ Рокуолл, Техас — 7 марта 2019, Рокуолл, Техас) — американский политик, член Палаты представителей США с 1981 года по 2015 год (от 4-го избирательного округа Техаса). В 2011—2013 годах был председателем Комитета Палаты представителей США по науке, космосу и технике. В декабре 2012 года Ральф Холл стал старейшим членом Палаты представителей США за всю историю её существования.

## Биография
Ральф Холл родился 3 мая 1923 года в небольшом городке Фейт (округ Рокуолл, Техас). В 1941 году он окончил школу Rockwall High School в Рокуолле. В 1943 году Холл учился в Техасском христианском университете в Форт-Уэрте. Во время Второй мировой войны служил в Военно-морских силах США (1942—1945), получил звание лейтенанта. В ноябре 1944 года Ральф Холл женился на Мэри Эллен Мёрфи (Mary Ellen Murphy, 1925—2008), их бракосочетание прошло в Пенсаколе (штат Флорида). В 1946—1947 годах Холл учился в Техасском университете в Остине, а в 1951 году получил степень бакалавра права (LL.B.) в Южном методистском университете в Далласе. Затем занимался бизнесом и юридической практикой, в 1950—1962 годах работал судьёй в округе Рокуолл.
Политическая карьера Холла началась в 1962 году, когда он был избран сенатором Техаса от 9-го избирательного округа штата. Он проработал сенатором штата 10 лет, с января 1963 по январь 1973 года. В 1972 году Холл выставлял свою кандидатуру на выборах вице-губернатора Техаса, но проиграл в первичных выборах от демократической партии Уильяму Петтусу Хобби-младшему.
В 1980 году Ральф Холл решил побороться за пост члена Палаты представителей США от 4-го избирательного округа Техаса. 3 мая 1980 года он победил на первичных выборах от демократической партии, а затем, на выборах в Конгресс, состоявшихся 4 ноября 1980 года, победил кандидата от республиканской партии Джона Райта и стал членом Палаты представителей США (Холл набрал 52,3 %, а Райт — 47,7 % голосов). После этого Холл многократно побеждал на выборах в Конгресс США от 4-го избирательного округа Техаса, проходивших каждые два года: в 1982, 1984, 1986, 1988, 1990, 1992, 1994, 1996, 1998, 2000 и 2002 годах — от демократической партии, а затем, в 2004, 2006, 2008, 2010 и 2012 годах — от республиканской партии. В 2011—2013 годах Холл был председателем Комитета Палаты представителей США по науке, космосу и технике.
В 2014 году Ральф Холл вновь выставил свою кандидатуру на пост члена Палаты представителей США от 4-го избирательного округа Техаса. 4 марта 2014 года он набрал больше всех голосов (45,42 %) на первичных выборах от республиканской партии, значительно опередив оказавшегося на 2-м месте Джона Рэтклиффа (28,78 %). Тем не менее, поскольку никто не набрал 50 % голосов, на 27 мая 2014 года был назначен второй тур, в котором победил Рэтклифф (52,81 % голосов против 47,19 % у Холла). На ноябрьских выборах 2014 года у Рэтклиффа не было конкурента от демократической партии. Таким образом, в январе 2015 года Рэтклифф сменил Холла на посту члена Палаты представителей США.
25 декабря 2012 года Ральф Холл стал старейшим членом Палаты представителей США за всю историю её существования, превысив предыдущее достижение (89 лет, 7 месяцев и 25 дней) конгрессмена из Северной Каролины Чарльза Мэнли Стедмена (1841—1930). 3 января 2015 года, на момент завершения полномочий, возраст Холла составлял 91 год и 8 месяцев. Кроме этого, Холл и Джон Дингелл (также покинувший свой пост в январе 2015 года) были последними ветеранами Второй мировой войны в составе Палаты представителей.
Ральф Холл скончался 7 марта 2019 года в своём доме в Рокуолле (штат Техас). Он был похоронен на кладбище Rest Haven Memorial Park в Рокуолле.

## Память
В честь Ральфа Холла назван муниципальный аэропорт Ральф Холл — Рокуолл, расположенный в Рокуолле (Техас).